# Monster Games
Monster Games, Inc. es un desarrollador de videojuegos independiente radicado en Northfield, Minnesota, Estados Unidos, el cual se especializa en juegos de carreras. La compañía fue fundada en 1996.

## Videojuegos desarrollados
- 1998 - Viper Racing (PC)
- 2000 - NASCAR Heat (PC)
- 2001 - NASCAR Heat 2002 (PlayStation 2, Xbox)
- 2002 - NASCAR: Dirt to Daytona (GameCube, PlayStation 2)
- 2003 – Marble Blast Gold (PC)
- 2004 - Test Drive: Eve of Destruction (PlayStation 2, Xbox)
- 2006 - Excite Truck (Wii)
- 2009 - Excitebots: Trick Racing (Wii)
- 2009 - Excitebike: World Rally (WiiWare)
- 2011 - Pilotwings Resort (Nintendo 3DS)[1]
- 2013 - Donkey Kong Country Returns 3D (Nintendo 3DS)[2]
- 2014 - Donkey Kong Country: Tropical Freeze (Wii U) (Codesarrollado con Retro Studios)[3]
- 2015 - Xenoblade Chronicles 3D (New Nintendo 3DS)[4]
- 2016 – NASCAR Heat Evolution (PlayStation 4, Xbox One, Steam)
- 2017 - NASCAR Heat 2 (PlayStation 4, Xbox One, Microsoft Windows)
- 2018 - NASCAR Heat 3 (PlayStation 4, Xbox One, Microsoft Windows)
- 2019 - NASCAR Heat 4 (PlayStation 4, Xbox One, Microsoft Windows)
- 2020 - Tony Stewart's Sprint Car Racing (PlayStation 4, Xbox One, Microsoft Windows)
- 2020 - Tony Stewart's All American Racing (PlayStation 4, Xbox One, Microsoft Windows)
- 2021 - SRX: The Game (PlayStation 4, Xbox One, Microsoft Windows)
- 2022 - World of Outlaws: Dirt Racing (PlayStation 4, PlayStation 5, Xbox One, Xbox Series X|S)